# L'Écart
Pour les articles homonymes, voir écart.
L'Écart est un long métrage de fiction du Suisse Franz Josef Holzer sorti en 2007.

## Synopsis
Ce film est tout à la fois un thriller psychologique et un conte philosophique.
Un homme se réveille un matin aux côtés de sa femme, persuadé qu’elle est quelqu’un d’autre. Obsédé par le doute, il s’engage dans des recherches qui prennent une dimension de plus en plus aberrante.
Jusqu’où ira-t-il pour retrouver sa vraie femme ? Quel sort réservera-t-il à l’autre ?
À travers la démarche d’Antoine, le réalisateur nous plonge dans une recherche d’identité complexe et subtile qui interroge le couple, la connaissance de l’autre et de soi-même.

## Fiche technique
- Titre : L'Écart
- Réalisation : Franz Josef Holzer
- Scénario : Franz Josef Holzer
- Images : Pascal Montjovent
- Montage : Ariane Catton et Franz Josef Holzer
- Son : Jürg Lempen
- Mixage son : Martin Stricker
- Musique : Vincent Gillioz
- Décors : Ivan Niclass
- Costumes : Isako Sugawara
- Interprétation :  Michel Voïta, Monica Budde, Frédéric Landenberg, Patricia Bopp, Jacques Michel, Carlos Leal
- Version originale : français
- Couleur, 35 mm, 92 min.
- Production : SEP & SAN Film Production
- Dates de sortie : Suisse francophone : 28 mars 2007